# 永田喜彰
永田 喜彰（ながた よしあき、1963年1月20日 - ）は日本のクイズタレント、クイズ評論家。

## 人物・経歴
兵庫県神戸市出身。兵庫県立神戸高等学校卒業、大阪大学基礎工学部化学工学科中退。血液型A型。1987年1月、関西クイズ愛好会に入会。1988年4月、「本格的にクイズに入りびたるため」として立命館大学クイズソサエティー（RUQS）に参加。
『第10回アメリカ横断ウルトラクイズ』ではグアムで敗退。『第13回アメリカ横断ウルトラクイズ』ではシドニーで一旦敗れるも、Mr.マリックの記憶術による敗者復活戦を勝ち上がり、最終的には準優勝となる。他にも『クイズMr.ロンリー』パーフェクト達成、『FNS1億2000万人のクイズ王決定戦』第2回・第4回大会優勝や『クイズ$ミリオネア』1000万円獲得など数々の賞歴やエピソードを作った。
饒舌さと明るいキャラクターで印象を残す。そのキャラクターと実績が評価され、クイズ番組以外のテレビ出演も多く、クイズ界の有名人として知られている。
コナミのアーケード用クイズゲーム『クイズマジックアカデミー』シリーズにおいて一プレイヤーとしてプレイしている事を公言しており、公式イベントにもクイズ評論家・解答者として姿を見せている。また、かつてセガが稼働していたアーケード用クイズゲーム『Answer×Answer』でも同じくプレイヤーとしてイベントに参加したことがある。
2023年8月13日放送の『パネルクイズ アタック25 Next』には、永田が出演を勧めた解答者の応援団として出演した。
「尊敬する人物」としてはクイズ王の先達である松尾清三を、「ライバル」としてはRUQS入会当時の会長であり『第13回アメリカ横断ウルトラクイズ』決勝で対戦した長戸勇人を挙げている。

## テレビ出演歴（素人参加型クイズ番組は除外）
- ダウンタウンのごっつええ感じ（フジテレビ） - 「なるほど!春祭 勝利への道」にクイズ王解答者として参加。
- EXテレビ（読売テレビ） - 「マツタケ争奪クイズ!!」にクイズ王解答者として参加。結果は3位。
- お台場明石城（フジテレビ）
- 秘密結社QQQ クイズ至上主義（関西テレビ） - 長戸勇人と共に早押しの講師として出演。
- チャンネル北野（フジテレビ721） - 『辛口屋台』のコーナーに長戸と共に出演。
- トリビアの泉 〜素晴らしきムダ知識〜（フジテレビ） - 「クイズ王はファミレスのボタンを見ると押したくなる」に実演者として出演。
- 第28回全国高等学校クイズ選手権（日本テレビ） - 全国大会1回戦の解説。
- 今ちゃんの「実は…」（ABCテレビ）※宇治原史規と藤本淳史に早押し法を伝授。
- アスリート・ドキュメント WILL〜それでも僕は走り続ける〜「ウルトラクイズで活躍!!クイズ王の人生」（2014年3月12日、テレビ東京） - クイズプレーヤーとしての永田に密着したドキュメンタリー[10]。

## 著書
- 永田喜彰のクイズ全書 即戦力を徹底強化する実践1400問（1992年12月、情報センター出版局）ISBN 978-4-7958-1451-6